# یواس‌اس پورپویز (اس‌پی-۴)
یواس‌اس پورپویز (اس‌پی-۴) (به انگلیسی: USS Porpoise (SP-4)) یک کشتی است.